# Haga landskommun
Haga landskommun var en tidigare kommun i Stockholms län.

## Administrativ historik
Sveriges kommuner skapades i och med att 1862 års kommunalförordningar trädde i kraft den 1 januari 1863. Då inrättades över hela riket cirka 2 500 kommuner, varav 89 var städer, 8 köpingar och de övriga landskommuner. På landsbygden baserades de nya kommunerna på den gamla sockenindelningen.
Haga socken i Ärlinghundra härad i Uppland bildade denna kommun.
Genom kommunreformen den 1 januari 1952 upphörde kommunen då den inkorporerades i Sigtuna stad.